# باغيرا
باغيرا (بالإنجليزية: Bagheera)‏ و (بالهندية: बघीरा) هي شخصية نمر أسود خيالية في رواية كتاب الأدغال المؤلفة من قبل روديارد كيبلينج وألتي تتكلم عن ماوكلي، يعتبر مربي ماوكلي ومدبره بعد مقتل والده الذئب ألكسندر الذي أوصاه برعايته لو حصل مكروه، دائماً يكون ماوكلي برفقته مع كل من الدب بالو والثعبان كا أيضاً.